# Campeonato Europeu de Patinação Artística no Gelo de 1907
O Campeonato Europeu de Patinação Artística no Gelo de 1907 foi a décima terceira edição do Campeonato Europeu de Patinação Artística no Gelo, um evento anual de patinação artística no gelo organizado pela União Internacional de Patinação (em inglês:  International Skating Union) onde os patinadores artísticos competem pelo título de campeão europeu. A competição foi disputada entre os dias 26 de janeiro e 27 de janeiro, na cidade de Berlim, Alemanha.

## Eventos
- Individual masculino

## Medalhistas
| Evento                        | Ouro                    | Prata                    | Bronze               |
| Individual masculino detalhes | Ulrich Salchow · Suécia | Gilbert Fuchs · Alemanha | Ernst Herz · Áustria |

## Resultados

### Individual masculino
| Pos.              | Nome              | Nacionalidade |
| ----------------- | ----------------- | ------------- |
| Medalha de ouro   | Ulrich Salchow    | Suécia        |
| Medalha de prata  | Gilbert Fuchs     | Alemanha      |
| Medalha de bronze | Ernst Herz        | Áustria       |
| 4                 | Per Thorén        | Suécia        |
| 5                 | Martinus Löhrdahl | Noruega       |
| 6                 | Martin Gordan     | Alemanha      |

## Quadro de medalhas
| Ordem | País     | Medalha de ouro | Medalha de prata | Medalha de bronze |   | Ordem por total |
| ----- | -------- | --------------- | ---------------- | ----------------- | - | --------------- |
| 1     | Suécia   | 1               |                  |                   | 1 | 1               |
| 2     | Alemanha |                 | 1                |                   | 1 | 1               |
| 3     | Áustria  |                 |                  | 1                 | 1 | 1               |
| TOTAL | TOTAL    | 1               | 1                | 1                 | 3 | —               |